# Heisteria salicifolia
Heisteria salicifolia är en tvåhjärtbladig växtart som beskrevs av Adolf Engler. Heisteria salicifolia ingår i släktet Heisteria och familjen Erythropalaceae. Inga underarter finns listade i Catalogue of Life.